# Asterropteryx semipunctata
 Asterropteryx semipunctata  es una especie de peces de la familia de los Gobiidae en el orden de los Perciformes.

## Morfología
Los machos pueden llegar a alcanzar los 4 cm de longitud total.

## Depredadores
En la Polinesia Francesa es depredado por  Epinephelus Merri .

## Hábitat
Es un pez de Mar y, de clima tropical y asociado a los arrecifes de coral que vive entre 1-20 m de profundidad.

## Distribución geográfica
Se encuentra desde el Mar Rojo hasta las Hawái, las Islas de la Línea, las Tuamotu, el sur del Japón la Isla de Lord Howe.

## Observaciones
Es inofensivo para los humanos.